# Carl Mandelartz
Carl Mandelartz (Pseudonym: Carl Schanze, * 5. November 1908 in Duisburg; † 28. Juni 1982 in Kleinenberg, Westfalen) war ein deutscher Schriftsteller.

## Leben und Wirken
Carl Mandelartz absolvierte nach dem Besuch des Gymnasiums eine Musik- und Gesangsausbildung; zeitweise trat er als Sänger und Rezitator auf. Er studierte Literatur- und Theaterwissenschaft, Philosophie und Kunstgeschichte. Ab 1932 war er freier Schriftsteller und ab 1935 als Verfasser von Kunstkritiken Mitarbeiter einer Zeitung in Gotha. Wegen „politischer Unzuverlässigkeit“ wurde er schon nach drei Monaten von den Nationalsozialisten fristlos entlassen. In den Jahren nach seiner Entlassung veröffentlichte er eine Reihe von erzählenden Werken.
1945 war Carl Mandelartz Insasse eines französischen Kriegsgefangenenlagers, aus dem ihm 1946 die Flucht gelang. Er hielt sich zwei Jahre in Lützelbach im Odenwald auf, ehe er 1948 nach Duisburg zurückkehrte. Dort war er zeitweise Mitarbeiter des Kulturdezernenten. Ab 1949 wirkte er als Dozent für Literatur- und Theaterwissenschaft an der Essener Folkwangschule, ab 1950 war er Dramaturg am Stadttheater Duisburg. Von 1956 bis 1970 war Mandelartz Kulturreferent der Duisburger Kupferhütte. 1972 lehrte er als Gastdozent an der Universität Saarbrücken. Seine letzten Lebensjahre verbrachte er in dem westfälischen Ort Kleinenberg.
Carl Mandelartz' literarisches Werk umfasst Romane, Erzählungen und
Theaterstücke. Auch trat er als Lyriker, Essayist und Aphoristiker hervor.
Hans Peter Keller über Carl Mandelartz: „In allen seinen Produktionen sehen wir den Autor auf der Suche nach dem ‚Inneren Antlitz‘, manchmal hat es den Anschein, wie in der Komödie ‚Das Nachtmahl‘, er ist auf der Suche nach dem verlorenen Antlitz der Menschlichkeit … Und gerade die humorvollen Partien – oft mit ironischen, zuweilen frivolen Einblendungen – geben sich schließlich als dialektische Arabesken zu einer Bestandsaufnahme nicht weit ab von der Erkenntnis Pascals: ‚Wie ist das Herz des Menschen hohl und voll von Gestank!‘ diese Einsicht zeitigt jedoch keinen Pessimismus, führt nicht … in die Verneinung und Verzweiflung; Carl Mandelartz bekräftigt uns in der Erfahrung: Am Schatten wird das Licht gemessen.“

## Ehrungen
- 1968: Mercator-Plakette der Stadt Duisburg
- Österreichischen Staatspreis für das beste Jugendbuch des Jahres
- 1972:  Arbeitsstipendium des Landes Nordrhein-Westfalen
- 1973: Carl Mandelartz in siebzehn Porträts. (10 Texten von Horst Schumacher, Robert Hohlbaum, Hans-Georg von Borries, Erich Bockemühl, Hans Peter Keller, Otto C. A. zur Nedden, Walter A. Bauer, Erich Sehlbach, Inge Meidinger-Geise, Max Peter Maaß; 7 Bildern von Ericsdun, Peter Stermann, Karl Ehlers, Karl Prasse, Will Kelter, Heinz Hermey, Paul Citroen). Wulff-Verlag, Dortmund
- Die Stadtteilbibliothek in Duisburg-Ruhrort wurde nach Carl Mandelartz benannt.

## Veröffentlichungen (Auswahl)

### Werke
- Ruhrort. Duisburg 1937
- Der Sumpf der Erkenntnis. Duisburg 1937
- Diocletian. Essen 1939
- Traumlandstreicher. Berlin 1940
- Das innere Antlitz. Berlin 1942
- Kleines Spaßvogelnest. Gütersloh 1943
- Cordifer. Düsseldorf 1948
- Till Eulenspiegel. Ratingen 1950
- Tausendgülden-Unkraut. Basel [u. a.] 1953
- Das Nachtmahl. Dortmund 1958
- Die Weststraße. Duisburg 1970
- Das Opfer von Melos. Dortmund 1972
- Puritaner. Duisburg 1975
- Der andere Alexius. Duisburg 1977
- Die Dunkelkammer. Duisburg 1977
- 100 Jahre Duisburger Sinfoniker. Duisburg 1977 (zusammen mit Wilm Falcke)
- Gesicht und Maske. Duisburg 1978
- Faust-Variationen. Duisburg 1981
- Das Scheintotenkleid und andere Erzählungen. Duisburg 1983

### Herausgeberschaft
- Hendrik Conscience: Der Löwe von Flandern. Düsseldorf 1950
- Walter Scott: Ivanhoe. Düsseldorf 1950

### Übersetzungen
- Robert Bolt: Der kleine dicke Ritter. Düsseldorf 1963 (unter dem Namen Carl Schanze)